# Tannheim (Tirol)
Tannheim ist eine Gemeinde mit 1166 Einwohnern (Stand 1. Jänner 2024) im Bezirk Reutte in Tirol (Österreich).

## Geografie
Tannheim ist der Hauptort des Tannheimer Tals, das von der Vils durchflossen wird. Es bildet ein Haufendorf, das von einzelnen Weilern umgeben ist, die durch jüngere Siedlungserweiterungen zu größeren Siedlungen angewachsen sind.
Nach Tannheim bzw. ins Tannheimer Tal kommt man entweder von Weißenbach über den Gaichtpass, von Hindelang über den Oberjochpass oder von Pfronten durch das Engetal.
Als Hausberg von Tannheim gilt der direkt im Norden stehende Einstein.

### Gemeindegliederung
| Katastralgemeinden   | Ortschaften in der Gemeinde |
| -------------------- | --- |
| Tannheim (51,31 km²) | Tannheim (D) Berg-Blache (D) Bogen (D) Geist (W) Innergschwend (D) Kienzen (D) Kienzerle (W) Neu-Kienzen (D) Schmieden (D) Untergschwend (W) Vilsalpsee (ZH) |
| Legende              | |

| In der Spalte Katastralgemeinden sind sämtliche Katastralgemeinden einer Gemeinde angeführt. In der Klammer ist die jeweilige Fläche in km² angegeben. |
| In der Spalte Ortschaften sind sämtliche von der Statistik Austria erfassten Siedlungen, die auch eine eigene Ortschaftskennziffer aufweisen, angeführt. In der Hierarchieebene derselben Spalte, rechts eingerückt, werden nur Ansiedlungen, die mindestens aus mehreren Häusern bestehen, dargestellt. Die wichtigsten der verwendeten Abkürzungen sind: - M = Hauptort der Gemeinde - Stt = Stadtteil - R = Rotte - W = Weiler - D = Dorf - ZH = Zerstreute Häuser - Sdlg = Siedlung - Hgr = Häusergruppe - E = Einzelgehöft (nur wenn sie eine eigene Ortschaftskennziffer haben) Die komplette Liste der Statistik Austria ist in: Topographische Siedlungskennzeichnung nach STAT Zu beachten ist, dass manche Orte unterschiedliche Schreibweisen haben können. So können sich Katastralgemeinden anders schreiben als gleichnamige Ortschaften bzw. Gemeinden. Quelle: Statistik Austria – |

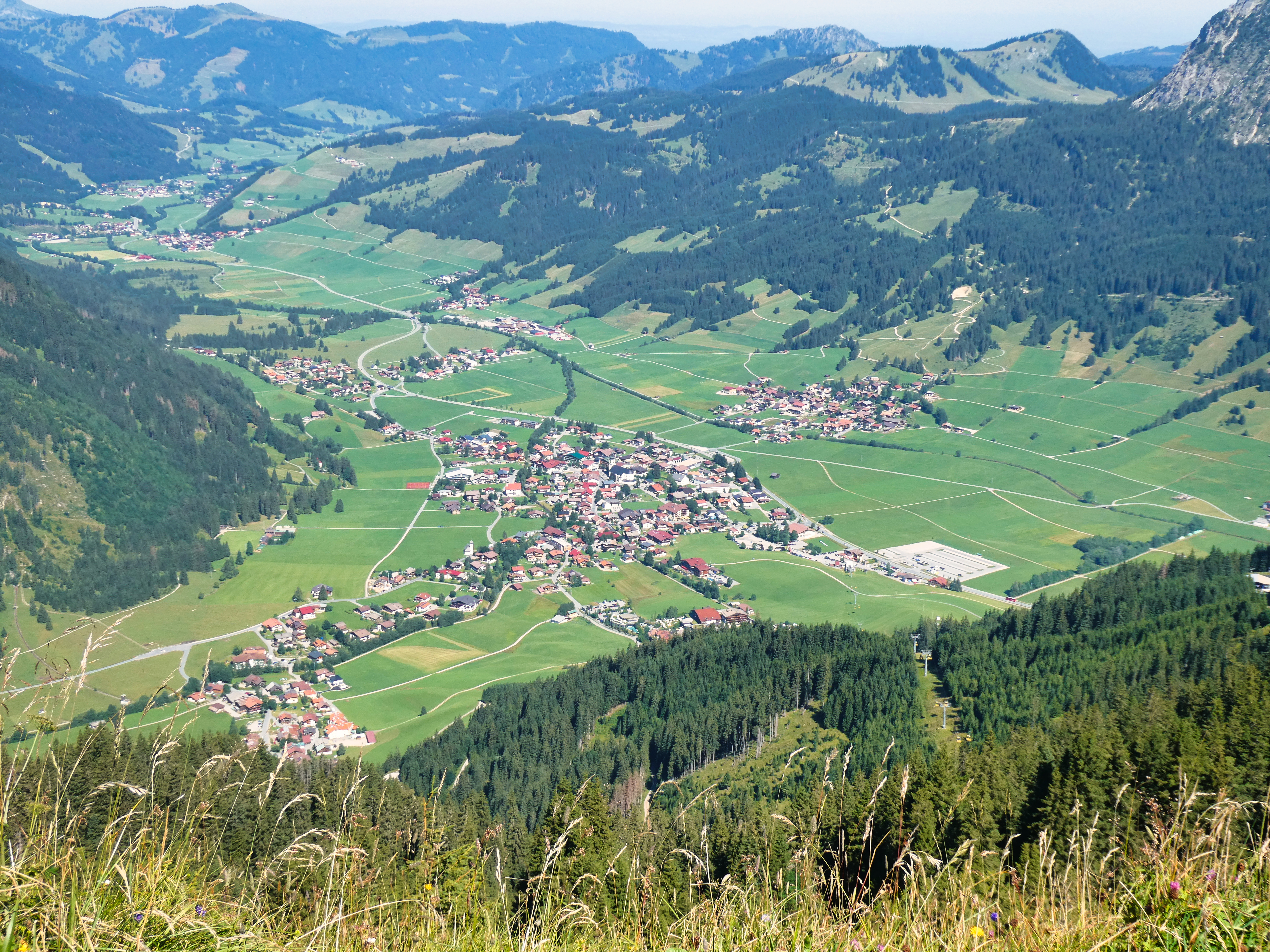
Ortschaften der Gemeinde

Die Gemeinde besteht aus einer einzigen gleichnamigen Katastralgemeinde bzw. Ortschaft, nachdem im Oktober 2013 die restlichen Ortschaften mit einer Verordnung der Tiroler Landesregierung gelöscht wurden. Seit 1. Dezember 2012 hat die Gemeinde neue Straßenbezeichnungen.

### Nachbargemeinden
Vier der sechs Nachbargemeinden liegen im Bezirk Reutte, zwei in Deutschland.
| Zöblen                 | Pfronten (Bayern)                           |              |
| Bad Hindelang (Bayern) | Kompassrose, die auf Nachbargemeinden zeigt | Grän         |
|                        | Weißenbach am Lech                          | Nesselwängle |

## Geschichte
Die Besiedelung des Tannheimer Tales erfolgte vom Westen, also vom Allgäu her, lediglich der äußerste Osten mit Nesselwängle, Gaicht und Rauth wurde von Aschau am Lech aus besiedelt.
Ursprünglich gehörte das Tannheimer Tal zu dem ausgedehnten Grundbesitz, mit dem die fränkischen Herrscher zwischen 750 und 850 das Bistum Augsburg anlässlich seiner Neu- beziehungsweise Wiedergründung ausstatteten. Im Jahr 1059 erhielt der Augsburger Bischof von König Heinrich IV. unter anderem den Wildbann im Forst zwischen Lech, Wertach und Iller und das Kolonisationsrecht, also das Recht auf Rodung und Anlegung von Siedlungen. Der Bischof gab Güter und Rechte als Lehen an Angehörige des Adels weiter; so war um 1300 das vornehmlich noch als Alpe genutzte Tannheimer Tal zu drei Vierteln im Besitz der Grafen von Montfort beziehungsweise zu einem Viertel der Herren von Rettenberg.
Kirchlich gehörte das Tannheimer Tal mit Ausnahme von Jungholz (Pfarre Wertach) der Pfarre Sonthofen an.
Am 17. September feiern die Bewohner jährlich den Talfeiertag. An diesem Tag findet ein Festgottesdienst mit anschließender Prozession statt, im Gedenken an die wehrhaften Vorfahren, die am 17. September 1796 französische Soldaten in die Flucht schlugen.
Im Mai 2017 heiratete Manuel Neuer in Tannheim.

### Bevölkerungsentwicklung
| Tannheim: Einwohnerzahlen von 1869 bis 2024         | Tannheim: Einwohnerzahlen von 1869 bis 2024 | Tannheim: Einwohnerzahlen von 1869 bis 2024 | Tannheim: Einwohnerzahlen von 1869 bis 2024 | Tannheim: Einwohnerzahlen von 1869 bis 2024 |
| --------------------------------------------------- | ------------------------------------------- | ------------------------------------------- | ------------------------------------------- | ------------------------------------------- |
| Jahr                                                |                                             |                                             |                                             | Einwohner                                   |
| 1869                                                | 1869                                        |                                             | 771                                         | 771                                         |
| 1880                                                | 1880                                        |                                             | 768                                         | 768                                         |
| 1890                                                | 1890                                        |                                             | 746                                         | 746                                         |
| 1900                                                | 1900                                        |                                             | 672                                         | 672                                         |
| 1910                                                | 1910                                        |                                             | 670                                         | 670                                         |
| 1923                                                | 1923                                        |                                             | 646                                         | 646                                         |
| 1934                                                | 1934                                        |                                             | 621                                         | 621                                         |
| 1939                                                | 1939                                        |                                             | 661                                         | 661                                         |
| 1951                                                | 1951                                        |                                             | 720                                         | 720                                         |
| 1961                                                | 1961                                        |                                             | 730                                         | 730                                         |
| 1971                                                | 1971                                        |                                             | 780                                         | 780                                         |
| 1981                                                | 1981                                        |                                             | 799                                         | 799                                         |
| 1991                                                | 1991                                        |                                             | 914                                         | 914                                         |
| 2001                                                | 2001                                        |                                             | 1.061                                       | 1.061                                       |
| 2011                                                | 2011                                        |                                             | 1.043                                       | 1.043                                       |
| 2021                                                | 2021                                        |                                             | 1.151                                       | 1.151                                       |
| 2024                                                | 2024                                        |                                             | 1.166                                       | 1.166                                       |
| Quelle(n): Statistik Austria, Gebietsstand 1.1.2021 |                                             |                                             |                                             |                                             |

## Kultur und Sehenswürdigkeiten

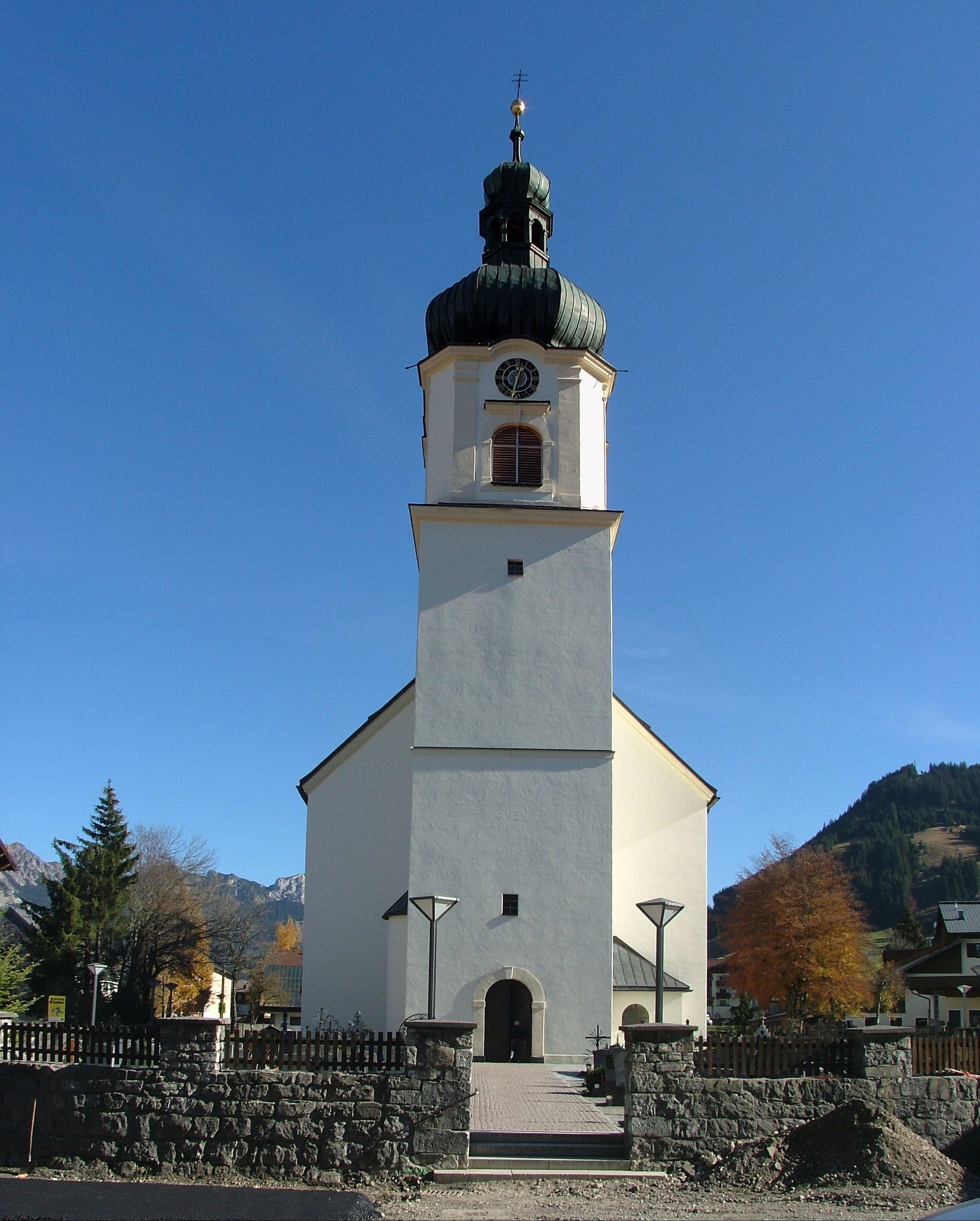
Pfarrkirche zum hl. Nikolaus

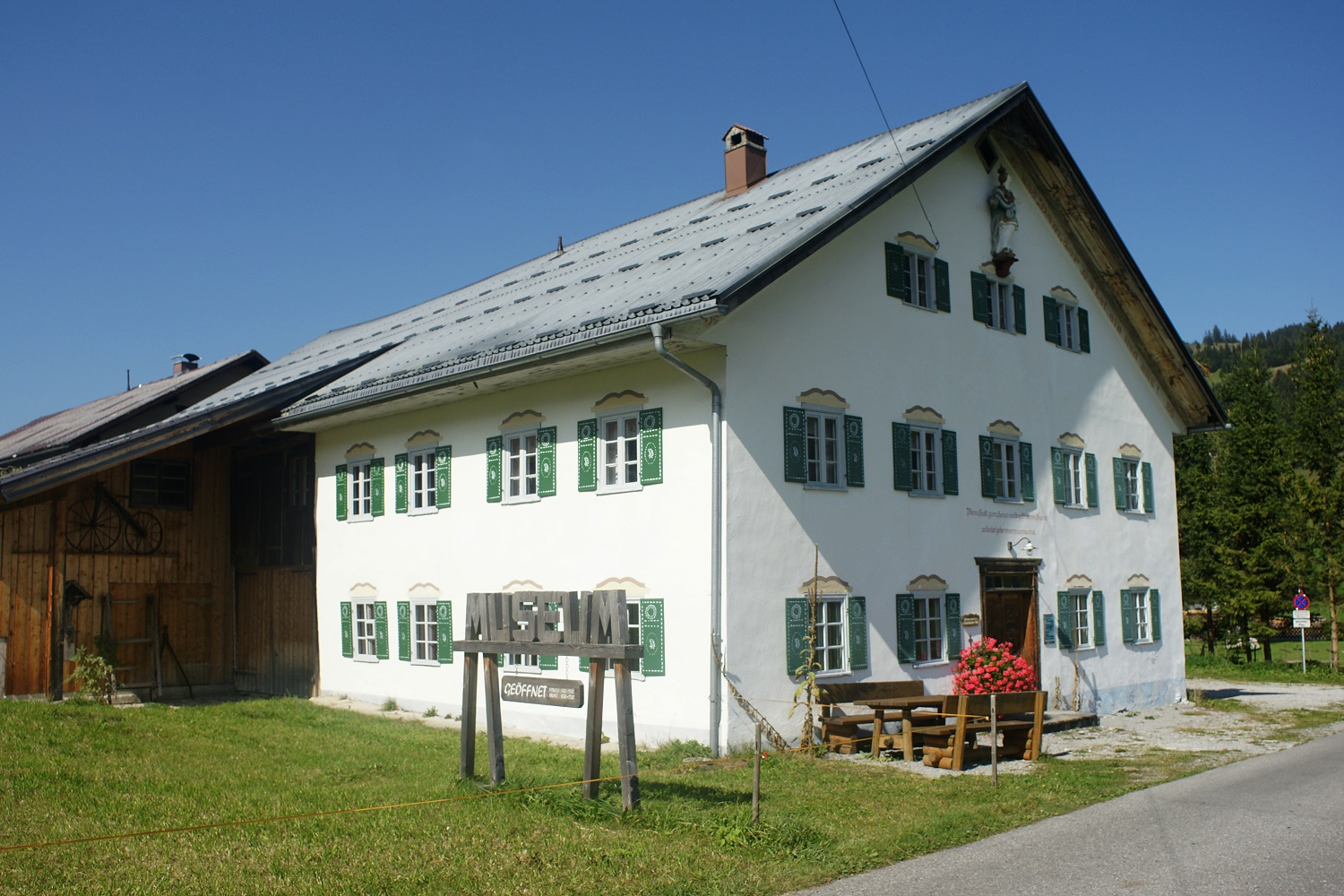
Heimatmuseum

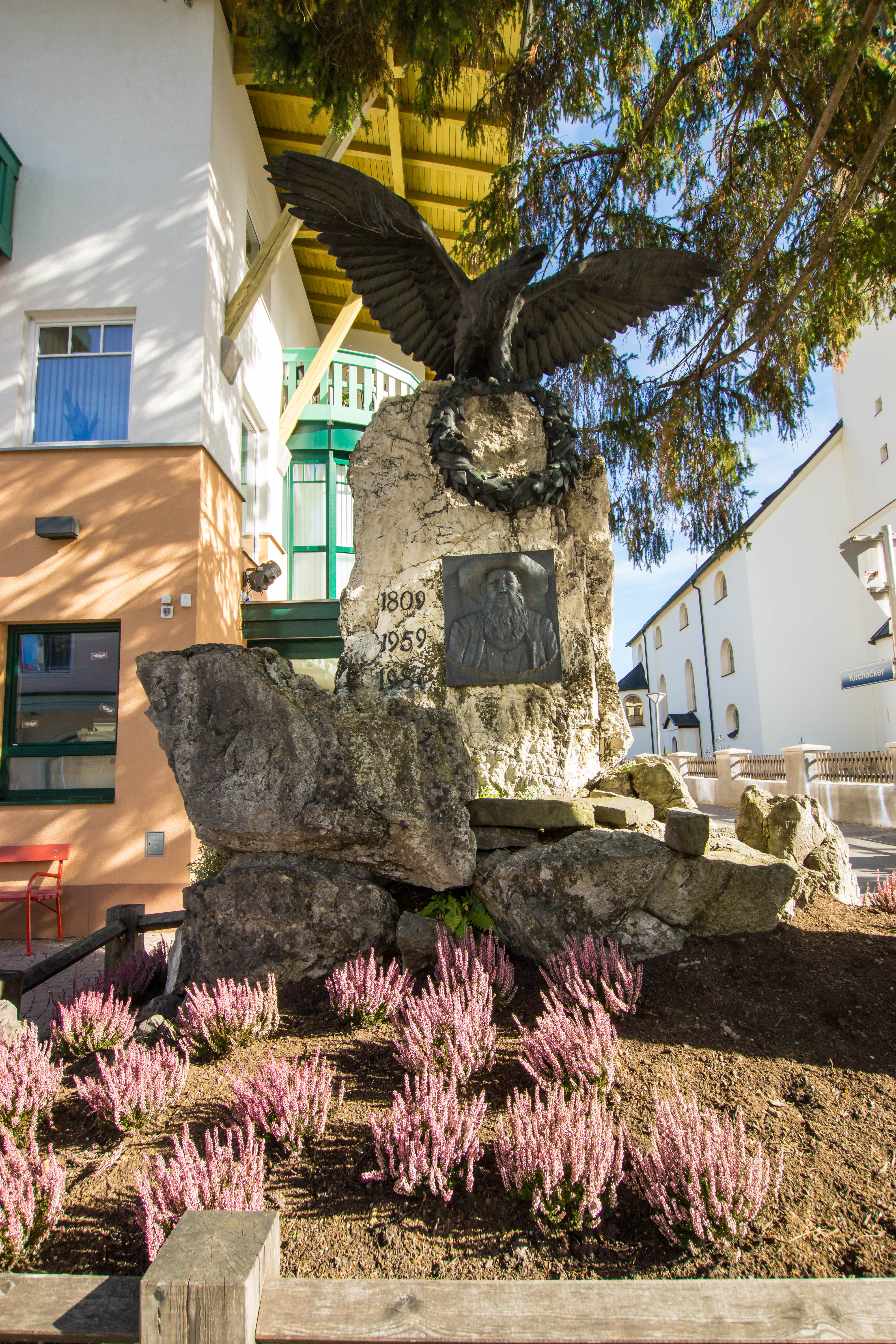
Andreas-Hofer-Denkmal

- Die Pfarrkirche hl. Nikolaus wurde erstmals 1377 urkundlich erwähnt. Nach dem Abbruch der baufällig gewordenen gotischen Kirche wurde 1722 die heutige mächtige Barockkirche erbaut. Der Grundriss basiert auf dem Innsbrucker Dom und ist nach Neustift im Stubaital die zweitgrößte Landkirche der Diözese Innsbruck.
- Heimatmuseum Tannheimer Tal im Felixe Minas-Haus
- Andreas-Hofer-Denkmal (1909 errichtet)

Kapellen
| Name                         | Ortsteil      | erbaut |
| ---------------------------- | ------------- | ------ |
| Mariahilf-Pestkapelle        | Oberhöfen     | 1649   |
| St. Martin-Kapelle           | Innergschwend | 1494   |
| St. Sebastian-Kapelle        | Berg          | 1653   |
| Herz-Jesu-Kapelle            | Berg          | 1796   |
| St. Leonhard-Pestkapelle     | Kienzen       | 1488   |
| St. Michael-Kapelle          | Kienzen       | 1680   |
| Dreifaltigkeitskapelle       | Kienzerle     | 1680   |
| Lourdeskapelle in der Grotte | Tannheim      | 1902   |

## Wirtschaft und Infrastruktur

### Tourismus

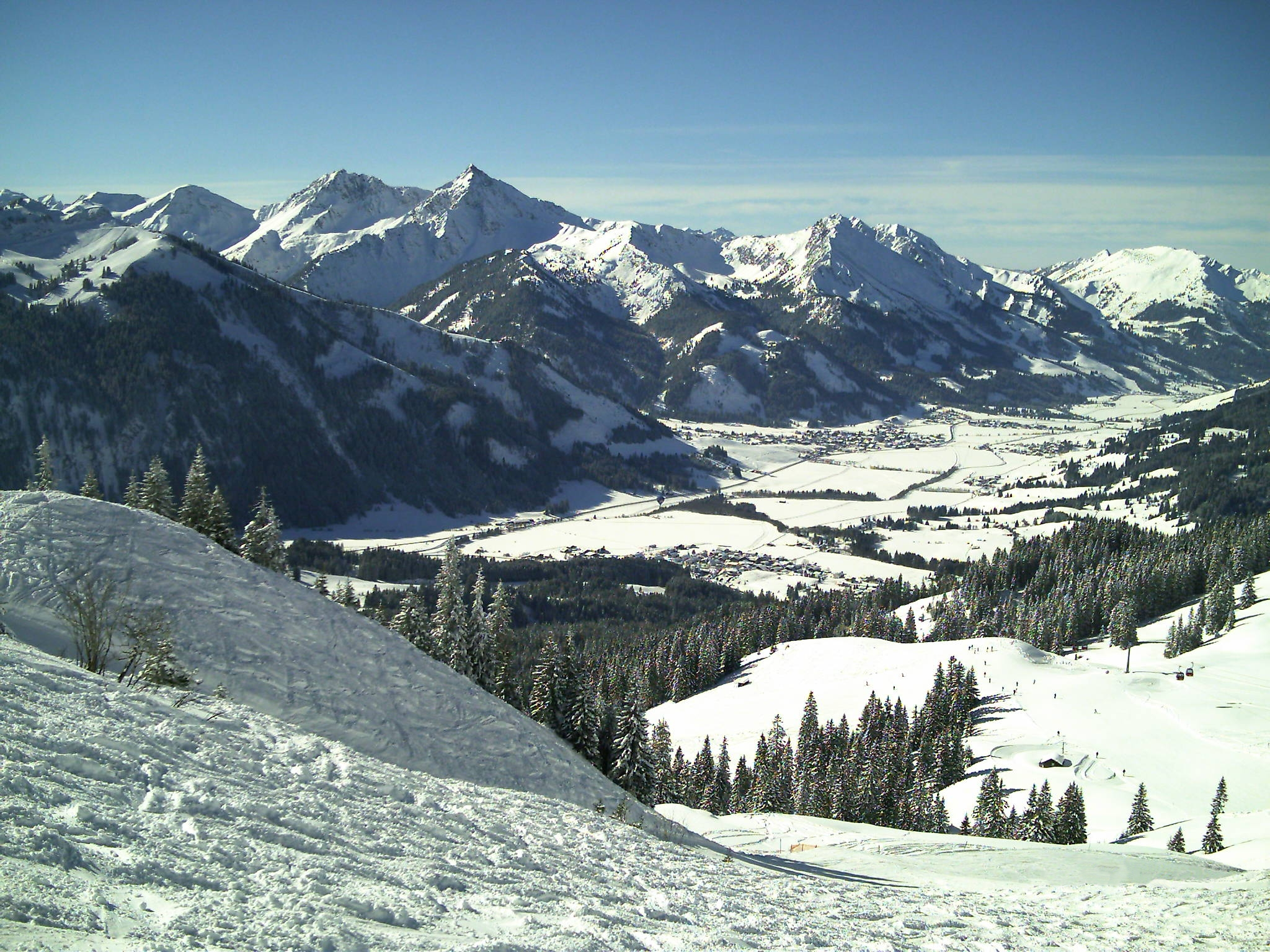
Blick vom Füssener Jöchle auf Tannheim

Tannheim verfügt über zahlreiche touristische Angebote wie:
- den Vilsalpsee mit seinem Naturschutzgebiet
- Wander- und Themenwege, Klettersteige und Kletterrouten, Gipfelwanderungen
- Rennrad-, E-Bike- und Mountainbiketouren,
- Skigebiet Neunerköpfle
- Klassischer Langlauf, sowie Skating
- Rodelbahn, Winterwanderwege, Schneeschuhwandern

Die Hotels mit der touristischen Infrastruktur und die Bergbahn am Neunerköpfle machen Tannheim zu einer wichtigen zweisaisonalen Tourismusgemeinde im Tal.

### Bildung
- Kindergarten
- Volksschule
- Mittelschule Tannheimer Tal

## Politik

### Gemeinderat
In den Gemeinderat werden 13 Vertreter gewählt.
| Partei                         | 2022    | 2022    | 2016    | 2016    | 2010    | 2010    |
| Partei                         | Prozent | Mandate | Prozent | Mandate | Prozent | Mandate |
| ------------------------------ | ------- | ------- | ------- | ------- | ------- | ------- |
| Aktives Tannheim (TANNHEIM) 1) | 60,91   | 8       | 49,21   | 7       | 42,09   |         |
| Hond in Hond - Mitnond (HIHM)  | 39,09   | 5       |         |         |         |         |
| Gemeinsam für Tannheim         |         |         | 22,85   | 3       |         |         |
| Bauern & Landjugend            |         |         | 19,51   | 2       | 25,00   |         |
| Familienfreundliches Tannheim  |         |         | 8,44    | 1       |         |         |
| Allgemeine Tannheimer Liste    |         |         |         |         | 32,91   |         |

1) Die Partei trat 2016 und 2010 unter dem Namen „Aktives Tannheim - Bürgermeisterliste“ an.

### Bürgermeister
Bürgermeister von Tannheim ist Harald Kleiner.

### Wappen
Blasonierung: „In Silber eine grüne Tanne, am linken Schildrand zwei rote Stäbe.“
Die Farben der Gemeindefahne sind Grün-Weiß.
Das am 8. Mai 1984 von der Tiroler Landesregierung verliehene Wappen wird von einem Teil des Gemeindenamens versinnbildlicht. Der gestürzte Bindenschild symbolisiert für die Herzoge in Österreich als Tiroler Landesfürsten, die um die Wende der Neuzeit das komplette Tannheimer Tal erworben haben. Dazu wurde das Tal mit dem Hauptort Tannheim zur Anwaltschaft erhoben und war zu einem Bestandteil des Gerichts Ehrenberg zuzuordnen.

## Persönlichkeiten

### Söhne und Töchter der Gemeinde
- Anton Schrotz (1701–1762), Maurer und Baumeister
- Joseph Amann (1720–1796), Bildhauer
- Peter Pflauder (1734–1811), Stuckateur
- Georg Hörbst (1823–1876), in Zürich wirkender Gipser, Stuckateur und Bildhauer
- Johann Siegele (* 1948), Geher und Biathlet